# Коммунистическая партия Турции/Марксистско-ленинская
Коммунистическая партия Турции/Марксистско-ленинская (тур. Türkiye Komünist Partisi/Marksist-Leninist; сокращенно ТКП/МЛ, TKP/ML) — маоистская политическая партия Турции. Повстанческая организация, утверждающая, что ведёт народную войну против турецкого правительства.
Была основана в 1972 году бывшим членом Рабочей партии Турции Ибрагимом Кайпаккаей. Учредители ТКП/МЛ были бывшими активистами Революционной рабоче-крестьянской партии Турции, желавшими осуществлять вооруженную борьбу.
ТКП/МЛ принимает участие в Международной конференции марксистско-ленинских партий и организаций.

## Идеология и организация
Партия ориентировалась на маоизм, поддерживала Культурную революцию в Китае и активно участвовала в крестьянском движении. Кроме того, Кайпаккая основал боевое крыло TKP/ML — Турецкую рабоче-крестьянскую освободительную армию (Армию освобождения рабочих и крестьян Турции, тур. Türkiye İşçi Köylü Kurtuluş Ordusu, сокращенно TIKKO) и руководил её операциями. 
Марксистско-ленинский союз молодежи Турции (турецкий: Türkiye Marksist Leninist Gençlik Birliği, сокращенно TMLGB) — молодежная организация ТКП/МЛ.
Основное периодическое издание партии — Партизан (Partisan).

## История
После военного переворота 1971 года турецкое правительство расправилось с коммунистическим движением в Турции. Кайпаккая и несколько его коллег были арестованы. Партия была уничтожена, а сам Кайпаккая, задержанный будучи раненым, умер (убит без суда или скончался от пыток) в тюрьме в 1973 году.
TKP/ML реорганизовывалась в период между 1973 и 1978 годами. Первый съезд партии состоялся в 1978 году, второй — в 1981 году. После второго съезда в партии произошел раскол, в результате чего образовалась Партия большевиков (турецкого северного Курдистана).
Но это был не первый и не последний раскол в партии. Еще в период реорганизации партии в 1976 году появилась Коммунистическая партия Турции/Марксистско-ленинская—Хакерети. После второго съезда появился еще ряд организаций: Коммунистическая партия Турции/Марксистско-ленинская—революционно-пролетарская (1987), Коммунистическая партия Турции/Марксистско-ленинская—маоистская партия (1987) и Маоистская коммунистическая партия (1994).

## Сегодня

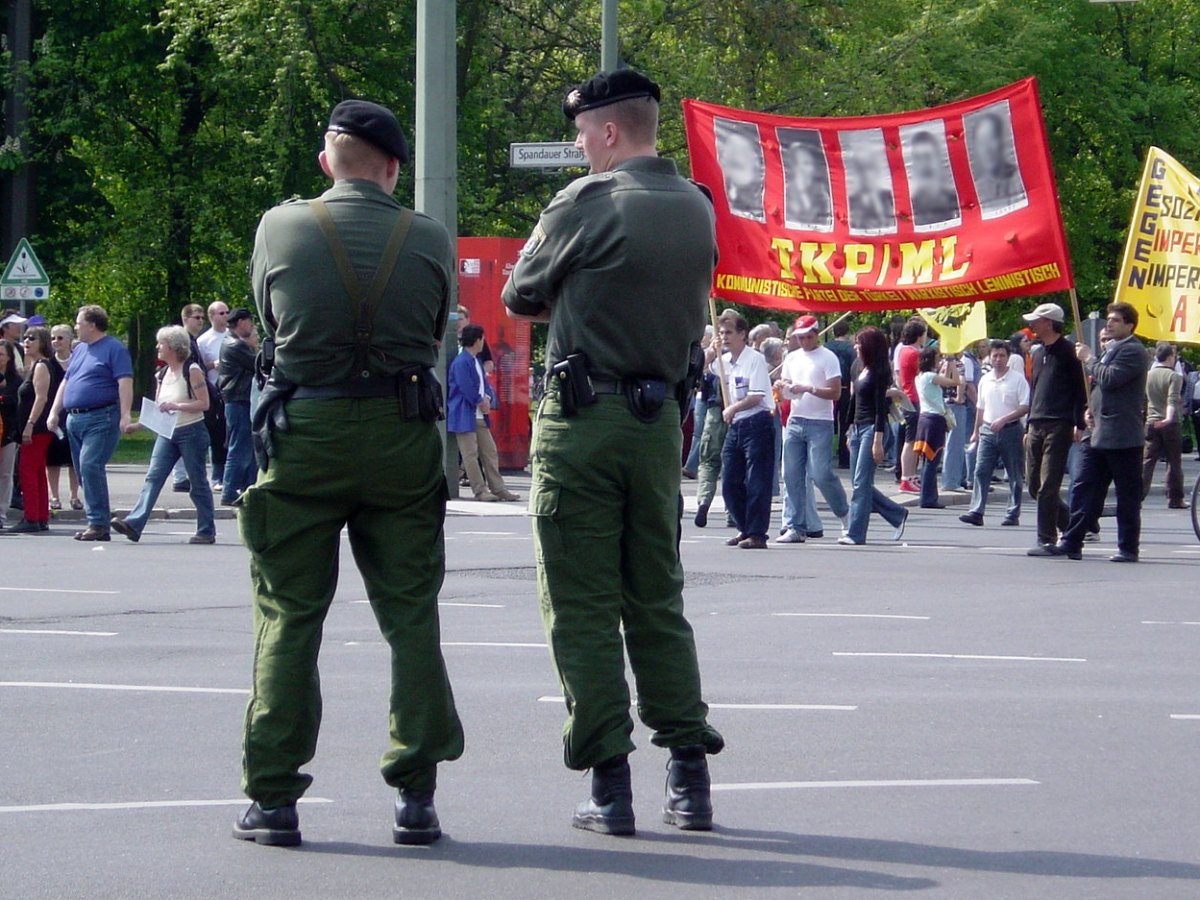
Демонстрация ТКП/МЛ 1-го мая в Берлине (2005)

В 2003 году была основана Коммунистическая Маоистская партия (Турция) (МКП), утверждая, что является продолжением оригинальной ТКП/МЛ.

## Деятельность
17 мая 1985, ТКП/МЛ транслировало пропагандистские сообщения для миллионов телезрителей в Стамбуле, заменив вечерние новости. 
29 июня 2010, двое партизан из TIKKO были убиты в горах провинции Тунджели турецкими государственными силами.
2 февраля 2011, пять партизан TIKKO в Тунджели погибли в результате схода лавины.
26 июля 2013 года, в здании управления регулятором ГЭС в сельской местности провинции Тунджели была взорвана бомба боевиками TIKKO.
14 марта 2014 партизаны TIKKO напали на полицейский участок в провинции Тунджели. ТКП/МЛ заявила, что нападение было местью за смерть Беркина Эльвана.

## Признание в качестве террористической организации
В наши дни организация числится среди 12 действующих террористических организаций в Турции с 2007 года (по данным контртеррористического и оперативного департамента Главного управления безопасности).

## Известные члены
- Ибрагим Кайпаккая
- Барбара Кистлер
- Нубар Озанян